# Hej Slaveni
Hej Slaveni was het volkslied van Joegoslavië, Servië en Montenegro, en was van 1939 tot 1945 ook het volkslied van Slovenie. Het lied was opgedragen aan de Slavische volkeren. De tekst werd in 1834 bedacht door Samuel Tomáŝik en de melodie is overgenomen uit het Mazurek Dąbrowskiego, het volkslied van Polen. Het werd in 1977 door de wet als officieel volkslied vastgesteld. In 1991 (toen de Joegoslavische oorlog begon, doordat Kroatië en Slovenië zich onafhankelijk verklaarde), werd het volkslied opgeheven. In 2006 (toen Servie en Montenegro twee aparte landen werden, en ophielden te bestaan), werd het volkslied officieel opgeheven.  
| Servo-Kroatisch | Cyrillisch | Macedonisch | Sloveens | Nederlandse vertaling (uit het Servo-Kroatisch) |
| Hej Slaveni, jošte živi Riječ (duh) naših djedova Dok za narod srce bije Njihovih sinova Živi, živi duh slavenski Živjet će vjekov'ma Zalud prijeti ponor pakla Zalud vatra groma Nek se sada i nad nama Burom sve raznese Stijena puca, dub se lama Zemlja nek se trese Mi stojimo postojano Kano klisurine Proklet bio izdajica Svoje domovine! | Хеј Словени, јоште живи Дух наших дедова Док за народ срце бије Њихових синова Живи, живи дух словенски Живеће веков'ма Залуд прети понор пакла, Залуд ватра грома Нек' се сада и над нама Буром све разнесе Стена пуца, дуб се лама, Земља нек' се тресе Ми стојимо постојано Кано клисурине, Проклет био издајица Своје домовине! | Еј, Словени, жив е тука зборот свет на родот штом за народ срце чука преку син во внукот! Жив е вечно, жив е духот словенски во слога. Не нѐ плашат адски бездни ниту громов оган! Пустошејќи, нека бура и над нас се втурне! Пука даб и карпа сура, тлото ќе се урне: Стоиме на стамен-прагот - клисури и бедем! Проклет да е тој што предал Родина на врагот! | Hej Slovani, naša reč slovanska živo klije dokler naše verno srce za naš narod bije Živi, živi, duh slovanski, bodi živ na veke, grom in peklo, prazne vaše proti nam so steke Naj tedaj nad nami strašna burja se le znese, skala poka, dob se lomi, zemlja naj se strese Bratje, mi stojimo trdno kakor zidi grada, črna zemlja naj pogrezne tega, kdor odpada! | Gegroet, Slaven, het leeft nog steeds Het woord van onze grootvaders Ondertussen klopt het hart van de volken Van hun zonen Daar woont, daar woont de Slavische geest Het zal leven voor jong en oud Tevergeefs bedreigt de afgrond van de hel Tevergeefs het vuur van de donder Laat nu alles boven ons worden weggeblazen door de Bura De stenen scheuren, de eik breekt af Laat de aarde beven Wij zijn standvastig Zoals de rotsen Hij zal verdoemd worden De verrader van het vaderland |